# Jesus He Knows Me
"Jesus He Knows Me" é uma canção da banda de rock inglesa Genesis de seu 14º álbum de estúdio, We Can't Dance (1991), lançado em julho de 1992 como o quarto single do álbum. A canção é uma sátira ao televangelismo, lançada num período em que vários televangelistas como Jimmy Swaggart, Robert Tilton e Jim Bakker estavam sob investigação por prometerem sucesso financeiro aos seus ouvintes, desde que lhes enviassem dinheiro. A canção alcançou a 10ª posição no Canadá, a 20ª posição no Reino Unido e a 23ª posição nos Estados Unidos.

## História
Antes da letra ser adicionada, o título da música era "Do The New Thing", possivelmente fazendo referência às notas de abertura do teclado de Tony Banks, que são ouvidas novamente na ponte. De acordo com o documentário de bastidores Genesis: No Admittance, a primeira letra que Phil Collins escreveu a partir da improvisação foi o refrão "Jesus, ele me conhece e sabe que estou certo". Seguir essa letra o levou logicamente à ideia de cristãos maníacos/fanáticos que acreditam estar “em contato” com o Todo-Poderoso, o que foi melhor personificado pelos televangelistas, muitos dos quais financiam seus estilos de vida luxuosos enganando os crentes com doações de caridade. Banks comentou que embora goste da música, ela é um pouco mais cínica do que o estilo habitual de composição de Collins.

## Lançamento
Como todos os singles de We Can't Dance, "Jesus He Knows Me" foi lançado em dois CDs assim como em edições de vinil. Todos os formatos apresentavam a faixa não pertencente ao álbum "Hearts on Fire" (mais tarde incluída no Genesis Archive No. 2 1976–1992) como lado B principal, enquanto ambos os CDs incluíam uma faixa exclusiva.
O primeiro CD contém "The Other Mix" de "I Can't Dance" (um remix de Ben Liebrand) e o segundo inclui a versão de ensaio de "Land of Confusion". "The Other Mix" tem esse nome porque outra versão, "Sex Mix", foi lançada alguns meses antes no CD single "I Can't Dance". O segundo CD foi o quinto disco da "The Invisible Series", uma coleção de CDs do Genesis que apresentava gravações ao vivo como faixas extras. A mixagem do single de "Jesus He Knows Me" tem um refrão mais alto do que a versão do álbum, tornando-o mais adequado para tocar no rádio.
"Jesus He Knows Me" foi premiado com um dos Pop Awards da BMI em 1993, homenageando os compositores, compositores e editores musicais da canção.

## Recepção critica
Geoff Orens do AllMusic considerou a música "surpreendentemente corajosa". Larry Flick, da Billboard, escreveu: "Mais uma vez, a venerável banda se aprofunda em sua obra de platina dupla We Can't Dance e traz um corte de rock instantaneamente familiar, mas totalmente agradável, feito sob medida para tocar em vários formatos. Reviravoltas interessantes vêm por meio de um trecho semelhante ao reggae no meio da música e letras afiadas. Não deixe de conferir o inventivo videoclipe." Randy Clark do Cashbox sentiu que a música "é um Genesis mais contundente, desta vez com uma mensagem para os evangelistas da televisão, em contraste com a balada de sucesso atual, "Hold On My Heart". Phil realiza ambos os estilos vocais com igual habilidade e atratividade." Christopher Thelen, do Daily Vault, descreveu-o como "um tapa na cara contra os evangelistas da televisão que estão mais preocupados em espoliar seus rebanhos do que pastoreá-los, e contém alguns golpes muito duros contra os mais hipócritas". Kara Manning, da Rolling Stone, viu "Jesus He Knows Me" como "uma forte acusação à piedade televangelical".

## Videoclipe
O videoclipe de "Jesus He Knows Me" apresenta Phil Collins como um televangelista inescrupuloso que vive como um milionário graças às doações de seus seguidores. Collins admitiu que estava parodiando especificamente Ernest Angley no vídeo. De acordo com Collins no programa Room 101 da BBC, Angley ficou lisonjeado com a paródia e não percebeu que sua própria ocupação estava sendo espetada. O monólogo de abertura, que foi confundido com um cenário fictício para o videoclipe, é baseado em uma história real que Angley contou no início de sua carreira e que ele recontou novamente em 2013. O vídeo cômico também apresenta os membros da banda Tony Banks e Mike Rutherford vestidos como colegas evangelistas. Collins, vestido com um terno laranja, tenta fazer com que seus espectadores arrecadem 18 milhões de dólares em um fim de semana porque "o Senhor disse isso a ele". No minuto final do vídeo, dinheiro é jogado pelos paroquianos e também chove no set do programa falso. À medida que o tote board atinge seu objetivo, a quantia de dinheiro mostrada aumenta para 18.000.000 de dólares. À medida que a música desaparece, Collins continua a pregar antes de ser arrastado para fora do set por Rutherford e Banks, uma referência ao final do vídeo de "I Can't Dance".
No vídeo próximo à marca de 1:40, as pessoas podem ser vistas segurando uma placa que diz "Gênesis 3:25", referindo-se não ao Livro de Gênesis da Bíblia, mas ao fato de que a banda estava junta há vinte e cinco anos, e teve três membros durante a maior parte desse tempo. O terceiro livro de Gênesis, na realidade, tem apenas 24 versículos.
Na versão original do vídeo, o "número gratuito" referido na letra era mostrado como 1-555-GEN-ESIS. Isso foi encoberto por uma barra de rolagem em edições posteriores do vídeo. (O código de área 555, na verdade, não prefixa nenhum número de telefone gratuito conhecido.)
No Brit Awards de 1993 o vídeo foi indicado para Vídeo Britânico do Ano.

## Performances ao vivo
A música foi tocada ao vivo na turnê We Can't Dance de 1992, embora originalmente não fosse tocada porque a banda pensava que o visual ao vivo zombava da religião. A banda finalmente decidiu tocar "Jesus He Knows Me" em vez de "Living Forever", que estava no setlist da época. O guitarrista da turnê Daryl Stuermer tocou guitarra solo, incluindo um solo no final, enquanto Mike Rutherford tocou baixo.

## Lista de faixas
- Disco de 7 polegadas e cassete simples[11][12]

1. "Jesus He Knows Me" (mix do single)
2. "Hearts on Fire"

- CD1 do Reino Unido e CD single australiano[13][14]

1. "Jesus He Knows Me" (mix do single)
2. "Hearts on Fire"
3. "I Can't Dance" (the other mix)

- CD2 do Reino Unido[15]

1. "Jesus He Knows Me" (mix do single)
2. "Hearts on Fire"
3. "Land of Confusion" (versão de ensaio)

## Pessoal
- Tony Banks – teclados
- Phil Collins – bateria, voz
- Mike Rutherford – guitarra elétrica, baixo

## Paradas
| Parada (1992)                                 | Posição alcançada |
| --------------------------------------------- | ----------------- |
| Austrália (ARIA)                              | 56                |
| Áustria (Ö3 Austria Top 75)                   | 26                |
| Bélgica (Ultratop 50 de Flandres)             | 18                |
| Canadá (RPM Top Singles)                      | 10                |
| Canadá (RPM Adult Contemporary)               | 22                |
| Europa (Eurochart Hot 100)                    | 28                |
| França (SNEP)                                 | 27                |
| Alemanha (Offizielle Deutsche Charts)         | 13                |
| Irlanda (IRMA)                                | 22                |
| Países Baixos (Dutch Top 40)                  | 11                |
| Países Baixos (Single Top 100)                | 18                |
| Nova Zelândia (Recorded Music NZ)             | 35                |
| Suécia (Sverigetopplistan)                    | 38                |
| Reino Unido (UK Singles Chart)                | 20                |
| Estados Unidos (Billboard Hot 100)            | 23                |
| Estados Unidos (Billboard Adult Contemporary) | 27                |
| Estados Unidos (Billboard Mainstream Rock)    | 24                |
| Estados Unidos (Billboard Mainstream Top 40)  | 12                |
| EUA Cash Box Top 100                          | 16                |

| Parada (2017)                    | Posição alcançada |
| -------------------------------- | ----------------- |
| Polónia (Polish Airplay Top 100) | 67                |

| Parada (1992)                     | Posição alcançada |
| --------------------------------- | ----------------- |
| Canada Top Singles (RPM)          | 89                |
| Alemanha (Official German Charts) | 74                |

## Uso na mídia
"Jesus He Knows Me" foi apresentado no filme belga de 1996, Le Huitième Jour, de Jaco Van Dormael. A música foi originalmente planejada para ser usada no episódio "Bart Sells His Soul" dos Simpsons de 1995, mas como os produtores não conseguiram obter os direitos para usá-la, "In-A-Gadda-Da-Vida" de Iron Butterfly foi usada em seu lugar.

## Versões cover
Em 2023, a banda de rock sueca Ghost lançou um cover da música como single principal de seu EP Phantomime.